# Руис Веласко, Маркос
Маркос Руис Веласко (13 октября 1996) — испанский тяжелоатлет, призёр чемпионата мира 2024 года, двукратный призёр чемпионатов Европы 2022 и 2025 годов.

## Карьера
С 2014 года испанский спортсмен принимает участие в международных состязаниях по тяжёлой атлетике. В 2016 году победил на первенстве Европы среди юниоров в категории до 105 кг. В 2017 году дебютировал на взрослых чемпионатах Европы и мира.
В 2019 году завоевал серебряную медаль на Средиземноморских играх в весовой категории свыше 109 кг с результатом 355 кг.
В 2022 году на взрослом чемпионате Европы в Тиране в весовой категории до 102 кг стал третьим с результатом 384 кг по сумме двух упражнений.
В 2024 году на чемпионате мира в Манаме в категории до 102 кг стал бронзовым медалистом с результатом 395 кг по сумме двух упражнений.
На чемпионате Европы в Кишинёве, в апреле 2025 года, завоевал серебряную медаль в весовой категории до 102 кг с итоговым результатом 397 кг. В двух упражнениях завоевал малые серебряные медали.

## Достижения
Чемпионат мира
| Результат | Вес       | Год  | Место соревнований | Рывок | Толчок | Общий вес |
| Бронза    | до 102 кг | 2024 | Манама, Бахрейн    | 183,0 | 212,0  | 395,0     |

Чемпионат Европы
| Результат | Вес       | Год  | Место соревнований | Рывок | Толчок | Общий вес |
| Бронза    | до 102 кг | 2022 | Кишинёв, Молдова   | 176,0 | 208,0  | 384,0     |
| Серебро   | до 102 кг | 2025 | Кишинёв, Молдова   | 180,0 | 217,0  | 397,0     |